# Suabos del Banat

Reparto del Banato entre Hungría, Rumanía y Yugoslavia tras la Primera Guerra Mundial.

Asentamiento de los suabos del Danubio en la cuenca de los Cárpatos.

Los suabos de Banat (en alemán: Banater Schwaben) son una población de alemanes étnicos de la región del Banato, uno de los grupos constitutivos de los suabos del Danubio. En respuesta a las invitaciones expresas a poblar esas tierras que les hiciera la monarquía de los Habsburgo, sus ancestros emigraron allí en el siglo XVIII, a la que entonces era la provincia del Banato de Timișoara del Imperio austríaco (más tarde incluida en el Reino de Hungría). Dicha provincia había quedado escasamente poblada tras las guerras con el imperio otomano. Al final de la Primera Guerra Mundial en 1918, la minoría alemana trabajó para establecer una república multiétnica independiente, la República del Banato; sin embargo, la provincia fue dividida por la fuerza por el Tratado de Versalles de 1919 y el Tratado de Trianón de 1920. La mayor parte de la tierra fue anexionada por Rumanía (por lo que esos suabos del Banato pueden contarse entre los alemanes de Rumania), una parte menor por el Reino de los Serbios, Croatas y Eslovenos (desde 1929 Yugoslavia) y una pequeña región alrededor de la ciudad de Szeged permaneció como parte de Hungría (por lo que, a su vez, estos otros suabos del Banato son parte de los alemanes de Hungría).
Durante la Segunda Guerra Mundial, con el avance del ejército soviético, muchos alemanes del Banato fueron asesinados o deportados a campos de concentración ubicados en la Unión Soviética, perdiendo sus bienes. Tras la Segunda Guerra Mundial, el gobierno húngaro confiscó los bienes de los alemanes del Banato y del resto de los alemanes étnicos que quedaban allí, y los expulsó del territorio. Muchos fueron deportados a Alemania como desposeídos o emigraron hacia países de América. Después de la caída de la Unión Soviética, los que aún quedaban intentaron volver a Alemania. 

## Historia
Provenían de diferentes partes del sur de Alemania y de Lorena (en ese momento parte del Sacro Imperio Romano Germánico) y se asentaron en las tierras bajas de Panonia, devastadas después de las guerras turcas. Antes de la Primera Guerra Mundial también se los conocía como los «alemanes húngaros». Hasta 1918, el Banato, junto con otras áreas de asentamiento suabas del Danubio, como Bachka al oeste (hoy repartidas entre Hungría y Serbia), la Hungría otomana (ahora sur de Hungría), Eslavonia y la región de Satu Mare (alemanes de Satu Mare, ahora al noroeste de Rumania, en el distrito de Satu Mare) pertenecían al Imperio austríaco y luego a la monarquía austro-húngara. 

### Origen del concepto
El término suabos del Danubio tiene un origen predominantemente político. Fue acuñado por el geógrafo de Graz Robert Sieger a principios de la década de 1920 y difundido por el historiador Hermann Rüdiger en 1922. El término fue confirmado en 1930 por el Ministerio de Relaciones Exteriores de la República de Weimar. Como resultado, los «suabos del Danubio» fueron reconocidos como de origen alemán. Luego del tratado de paz de Trianon de 1920, el Banato se dividió entre los Estados de Hungría, Yugoslavia y Rumania. Desde finales del siglo XX, la parte más grande, al noreste, pertenece a Rumania, el tercio suroccidental, a Serbia, y una pequeña franja cerca de la ciudad de Szeged quedó con Hungría. Las nuevas fronteras cortaron las conexiones que habían surgido a lo largo de los siglos (también entre serbios o rumanos).